# Bahnstrecke Ban Thung Pho Junction–Khiri Ratthanikhom
| Streckenlänge: | 31 km               |                               |                               |
| Spurweite: | 1000 mm (Meterspur) |                               |                               |
| |                     |                               |                               |
| \| \| \| Südbahn \| von Malaysia und Surat Thani \| \| \| 631,00 \| Ban Thung Pho Junction \| Ban Thung Pho Junction \| \| \| \| Südbahn nach Bangkok-Thonburi \| \| \| \| 634,35 \| Ban Donrak \| Ban Donrak \| \| \| 636,70 \| Nong Khli bis 1958? \| Nong Khli bis 1958? \| \| \| 640,75 \| Ban Thung Luang \| Ban Thung Luang \| \| \| 644,75 \| Ban Khanai \| Ban Khanai \| \| \| 649,35 \| Ban Don Riap \| Ban Don Riap \| \| \| 652,60 \| Khlon Yan \| Khlon Yan \| \| \| 653,42 \| Khlon Yan (140 m) \| Khlon Yan (140 m) \| \| \| 655,58 \| Khao Lung \| Khao Lung \| \| \| 658,00 \| Ban Yang \| Ban Yang \| \| \| 662,00 \| Khiri Rat Nikhom \| Khiri Rat Nikhom \| |                     |                               |                               |
| Strecke |                     | Südbahn                       | von Malaysia und Surat Thani  |
| Bahnhof | 631,00              | Ban Thung Pho Junction        | Ban Thung Pho Junction        |
| Abzweig geradeaus und nach rechts |                     | Südbahn nach Bangkok-Thonburi | Südbahn nach Bangkok-Thonburi |
| Bahnhof | 634,35              | Ban Donrak                    | Ban Donrak                    |
| ehemaliger Bahnhof | 636,70              | Nong Khli bis 1958?           | Nong Khli bis 1958?           |
| Bahnhof | 640,75              | Ban Thung Luang               | Ban Thung Luang               |
| Bahnhof | 644,75              | Ban Khanai                    | Ban Khanai                    |
| Bahnhof | 649,35              | Ban Don Riap                  | Ban Don Riap                  |
| Bahnhof | 652,60              | Khlon Yan                     | Khlon Yan                     |
| Brücke über Wasserlauf | 653,42              | Khlon Yan (140 m)             | Khlon Yan (140 m)             |
| Bahnhof | 655,58              | Khao Lung                     | Khao Lung                     |
| Bahnhof | 658,00              | Ban Yang                      | Ban Yang                      |
| Kopfbahnhof Streckenende | 662,00              | Khiri Rat Nikhom              | Khiri Rat Nikhom              |

Die Bahnstrecke Ban Thung Pho Junction–Khiri Ratthanikhom war der Versuch, eine Strecke nach Phuket voranzutreiben. Das Projekt kam über die ersten 31 km nicht hinaus. Sie wird von der Thailändischen Staatsbahn betrieben. Ihre Kilometrierung erfolgt von Bangkok Thonburi aus.

## Voraussetzungen
Phuket war am Ende des 19. Jahrhunderts und in der ersten Hälfte des 20. Jahrhunderts ein Zentrum des Zinn-Bergbaus. Da es an der Küste liegt, war Schifffahrt die dominierende Verkehrsanbindung. Die Zinn-Bergwerke wurden vor allem mit britischem und australischem Kapital betrieben. Verkehrlich und wirtschaftlich richtete sich Phuket so in Richtung des damals ebenfalls britischen Penang in Malaysia aus. Um Phuket wirtschaftlich und politisch besser an Thailand anzubinden, ließ die Regierung in Bangkok in den späten 1930er Jahren die Möglichkeit untersuchen, eine Eisenbahnstrecke nach Phuket zu errichten.

## Bau
Die Vermessung der Trasse erfolgte 1938 von Ban Thung Pho aus, dessen Bahnhof an der Südbahn liegt, unmittelbar bei der Provinzhauptstadt Surat Thani. Die Vermessung erstreckte sich bis Ban Tha Nun unmittelbar gegenüber der Insel Phuket. Eine Verlängerung über eine Brücke nach Phuket-Stadt wurde erwogen, aber nicht vermessen.
1941 war Baubeginn. Als Thailand am Ende dieses Jahres in den Zweiten Weltkrieg einbezogen wurde, kam die Bautätigkeit zum Erliegen. Erst 1951 wurde das Projekt wieder aufgenommen. Der – wie man damals glaubte – erste Abschnitt der Strecke bis Khiri Rat Nikhom wurde am 13. April 1956 eröffnet. Als 1957 das Projekt wegen fehlender Finanzen gestoppt wurde, war der Bau bis zum Khlong Takhian erstellt, ohne dass dieser Abschnitt je in Betrieb genommen wurde.

## Betrieb
Heute verkehrt auf der Strecke ein Zugpaar täglich. Die Strecke hat ausschließlich lokale Bedeutung.

## Planungen
Nachdem Phuket sich zu einem Tourismusziel von weltweiter Bedeutung entwickelt hat, könnte dessen Anbindung an das thailändische Eisenbahnnetz nach wie vor sinnvoll sein. Das Projekt wird immer wieder diskutiert, ohne das daraus eine konkrete Planung erwachsen ist. Von der derzeitigen Betriebsspitze in Khiri Ratthanikhom bis nach Tha Nun, gegenüber der Insel Phuket, fehlen noch 165 km Strecke.